# 弹跳轰炸

美国陆军航空军的A-20浩劫攻击机正在使用弹跳轰炸攻击一艘日本商船，1944年3月，新几内亚韦瓦克。

弹跳轰炸是在第二次世界大战中由几个国家研发出来的一种超低空轰炸目標的飛機攻擊戰術， 使用该方法的国家有美国，英国，澳洲，意大利...等。 飞行员將飞机以超低空飞行接近目標后投放炸弹，炸弹就会像打水漂一样在水上彈跳，然后撞击敌舰的侧舷爆炸。
在第二次世界大战期间，各国都在努力研发投弹瞄准器，使飞机可以在高空进行投弹。 最合适的是诺登瞄准器，它可以安装在大部分的海军飞机上。 但是在实战中，使用轰炸瞄准镜攻击海上目标证明是低效率的，所以弹跳轰炸戰術受到各国的重视并很快運用于戰場，由于这个攻击方法要求飞机以非常低的高度飞行，因此使用弹跳轰炸戰術的飞机非常容易被击落。 
珍珠港事件之后，它被第63轰炸机中队的飛行員威廉·本恩少校主要用于轰炸日本海军舰队 ，美国第五航空队的乔治·肯尼将军被认为是第一个使用弹跳轰炸战术的人。

## 方法
轰炸机会以320-400 km的速度在非常低的高度（61-76 m）飞行。到达攻击距离后轰炸机会投下2-4枚炸弹 ，这些炸弹通常重500磅或1,000磅，这些炸弹一般都设置了4-5秒的延时引信。投下的炸弹将以类似于打水漂的方式在水面弹跳，然后撞上目标舰的侧舷并在其附近爆炸，或沉入水底爆炸，或飞跃目标在水面爆炸。与弹跳炸弹不同，弹跳轰炸一般使用标准炸弹，一般有着圆形头部的炸弹才能正确的从水面弹起。

## 使用该战术的飞机
使用弹跳轰炸的战术的飞机有很多型号，包括B-17“空中堡垒”，B-25“米切尔”和A-20“浩劫”。这些飞机通常在战斗机的掩护下进行弹跳轰炸，例如“英俊战士”型战斗机，战斗机会以机枪和机炮压制防空炮以掩护轰炸机进行弹跳轰炸。苏联曾使用租借法案带来的A-20“浩劫”和P-40“战鹰”以及IL-2“暴风雪”进行弹跳轰炸。

## 优点与缺点
弹跳轰炸具有几个优点。无制导无动力的炸弹比具有同等威力的鱼雷便宜得多。鱼雷发射后最多要花几分钟才能命中目标，这足以让目标发现鱼雷并进行规避；而弹跳的炸弹可在几秒钟内击中目标-这几乎不可能规避。进行弹跳轰炸的轰炸机是以非常高的速度进行投弹的，因为同代的鱼雷需要减速才能进行投弹，这使得轰炸机投弹后可以以较高的速度脱离战斗从而降低轰炸机损失率。
弹跳轰炸这项技术需要长时间练习才能掌握。有时炸弹未击中目标就在水面爆炸，有时炸弹会飞跃目标导致未命中，有时炸弹击中目标却因为延时引信导致炸弹在水下爆炸从而未对目标造成毁灭性伤害。

## 历史
英国是第一个在第二次世界大战中使用低空轰炸的国家。1939年9月4日，15 架英国布伦海姆式轰炸机在德国威廉港附近袭击了一队德国船队。轰炸机在100英尺的空中投放炸弹，炸弹落在海面上并在水上跳跃。这一次攻击并没有击沉舰船，因为引信未设置准确，炸弹在击中舰船之前就在海面上爆炸了，但是，他们确实证明了低空袭击有更高的准确度。从那之后，英国继续使用低空轰炸战术，并在将来把弹跳轰炸纳入自己战术的一部分。
虽然乔治·肯尼将军被认为是第一个使用弹跳轰炸战术的人，不过早在1941年8月26日，美国陆军空军司令亨利·阿诺德将军听到了英军在英格兰的一次会议上讨论关于“弹跳炸弹轰炸”的消息后，阿诺德将军就向佛罗里达州埃格林机场的研究小组负责研究美国版的跳弹跳轰炸。
1942年夏天，肯尼将军的助手威廉·本恩少校视察了在埃格林进行的一些测试。当年7月，肯尼和本恩在斐济的纳迪进行了自己的临时实验。1942年9月下旬，当时的本恩少校当时指挥着第43轰炸中队在莫尔斯比港外海的一块礁石上使用一艘失事的商船普鲁特号进行弹跳轰炸训练。 
这种战术在1943年3月2日至4日在新几内亚北部海岸的俾斯麦海海战表现突出，盟军仅损失5架战机就使得日军运输舰队全军覆没。